# Sanna och Levande Jesu Kristi Kyrka av de Sista Dagarnas Heliga
Den Sanna och Levande Jesu Kristi Kyrka av de Sista Dagarnas Heliga (engelska: The True and Living Church of Jesus Christ of Saints of the Last Days), förkortat TLC, är ett samfund i Sista Dagars Heliga-rörelsen som praktiserar månggifte.
TLC har sitt huvudkvarter i Manti, Utah där de flesta medlemmarna också bor i en rätt avskild gemenskap.

## Historia
I början av 1990-talet samlades enskilda medlemmar från olika inriktningar inom Sista Dagars Heliga-rörelsen (Även medlemmar från Jesu Kristi Kyrka av Sista Dagars Heliga) för att samtala om lärofrågor.
1994 hävdade James D Harmston att de bibliska personerna Enok, Noa, Abraham och Mose lagt händerna på hans huvud och överlämnat nycklarna till det Melkisedekska prästadömet till honom.
Den 3 maj 1994 grundades TLC officiellt. James D Harmston utnämnde sig själv till President av det Höga Prästerskapet och tillsatte en rad andra ledarforum som den Sittande Patriarken, Första Presidentskapet och de Tolv Aposlarnas Quorum.
Under senare har kyrkan dock genomgått en hel del problem och förlorat flera medlemmar som utnämnts till dylika ämbeten.

## Lära
I samband med att TLC bildades höll Harmston en serie föreläsningar ("the Models") om vikten av att följa den ursprungliga läran. I likhet med flera andra grupper i Sista Dagars Heliga-rörelsen med "fundamentalistisk" inriktning, praktiserar TLC månggifte och "Lagen om invigelse", dvs krav på att alla medlemmar måste skänka (inviga) alla sina egendomar till kyrkan.
Dessutom förkunnar man en egen lära om "Mångfaldiga Dödliga Prövotider", en form av reinkarnation som dock är begränsad till kön, män återföds till dödlighet som män, kvinnor som kvinnor.
En rad av Harmstons påstådda uppenbarelser är samlade i "the Manti Revelation Book".
Under kyrkans första bedrevs en aktiv missionsverksamhet, inte minst via internet. All sådan avbröts dock abrupt i mars 2000 när Harmston meddelade att Hedningarnas Tidsålder var över. All mission upphörde och hemsidan stängdes ner.